# Forces de régulation des Kataeb
Les Forces Régulatrices des Kataeb – KRF (arabe: قوى الكتائب النظامية , romanisé :  Quwwāt al-Katāʾib an-Niẓāmiyyah) ou Forces Régulatoires des Kataeb (FRK), étaient l'aile militaire du parti chrétien libanais de droite Phalanges libanaises, autrement connu. sous le nom de « Kataeb », de 1961 à 1977. La milice Kataeb, qui a combattu dans les premières années de la guerre civile libanaise, était le prédécesseur des Forces libanaises.

## Origines
La milice du parti phalangiste était non seulement la force paramilitaire politique la plus importante et la mieux organisée du Liban, mais aussi la plus ancienne. Elle a été fondée en 1937 sous le nom d'«Organisation des militants» (arabe : تنظيم المقاتلين | Tanẓīm al-muqātilīn) par le président du parti, le za'im (chef politique) Pierre Gemayel et William Hawi, un industriel verrier libano-américain, qui les a dirigés pendant la guerre civile de 1958 . Combattant aux côtés des forces progouvernementales en soutien au président Camille Chamoun, les Phalangistes défendirent le district du Matn., fief traditionnel des Phalangistes centré sur la ville de Bikfaya – siège féodal de la famille Gemayel – et maintenait ouvertes les principales routes reliant Beyrouth à ce territoire, où les Gemayels détenaient de nombreux intérêts commerciaux,.
Dissous en janvier 1961 sur ordre du Bureau politique du parti Kataeb, Hawi créa à leur place les Forces de régulation des Kataeb. Afin de coordonner les activités de toutes les forces paramilitaires des Phalanges, le Bureau politique a créé le Conseil de guerre des Kataeb (arabe : Majliss al-Harbi) en 1970, avec William Hawi nommé à la tête. Le siège du conseil a été attribué au siège du parti Kataeb au cœur du quartier d'Achrafieh à Beyrouth Est et une expansion discrète des unités du KRF a suivi, complétée par le développement d'une infrastructure de formation. Deux forces spéciales de la taille d'une entrepriseunités, le « 1er Commando » et le « 2e Commando » sont créés en 1963, bientôt suivis par l'escouade « Pierre Gemayel » (PG) (plus tard une compagnie) et une escouade de protection VIP. A cela s'ajouta en 1973 un autre peloton de commandos (arabe : Maghaweer) et une « école de combat » fut secrètement ouverte à Tabrieh dans le district de Keserwan, Une autre unité spéciale, la « brigade Bashir Gemayel » – du nom du plus jeune fils de Pierre Gemayel, Bashir – a été créée l'année suivante, absorbant ainsi l'ancienne compagnie PG.

## Structure et organisation militaires

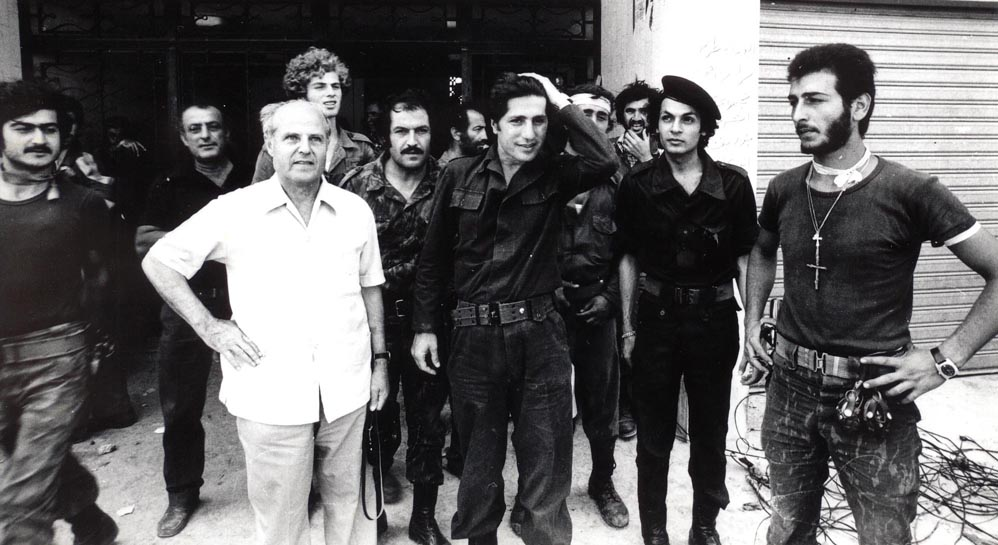
William Hawi avec le commandant subalterne du KRF, Amine Gemayel, à Tel al-Zaatar, 1976.

En avril 1975, les Forces de régulation des Kataeb (KRF) étaient en mesure de rassembler 5 000 miliciens, un total qui comprenait 2 000 combattants en uniforme à plein temps appuyés par quelque 3 000 irréguliers, armés à l'origine d'armes à feu obsolètes. Cependant, certaines sources évaluent le total des combattants RF à un nombre plus élevé, autour de 8 000 , organisés en compagnies autonomes ou en bataillons issus des sections locales du parti Phalange (arabe : qism). Chaque section était chargée de gérer toutes les opérations militaires défensives ou offensives dans leur district d'origine, à l'exception des unités régulières (les compagnies « Commando », Maghaweer et PG), qui étaient souvent déployées comme forces mobiles de réaction rapide. Bien que ses membres et sa structure de commandement soient majoritairement maronites, le KRF comprenait également quelques gréco-catholiques et Arméniens dans ses rangs.
La KRF a été réorganisée et élargie en mai 1975, et de nouvelles unités spécialisées ont été créées – un bataillon de transmissions (arabe : Silah al-Ichara), un bataillon blindé (alias 2e bataillon blindé ; arabe : Silah al-Moudara'a) dirigé par Joseph Elias, une section féminine de la taille d'un bataillon (arabe: Nizamiyyat) dirigée par Jocelyne Khoueiry, et un groupe d'artillerie (arabe : Silah al-Madfa'aiya) dirigé par Antoine Bridi. Maintenir la loi et l'ordre dans les zones sous contrôle phalangiste à Beyrouthet ailleurs, en 1976, une unité de police forte de 1 000 hommes, les Détachements de sécurité Kataeb ou « Sections Kataeb de Sécurité » (SKS) en français , fut formée et commandée par Raymond Assayan. Les Phalangistes pratiquaient la conscription dans les zones qu'ils contrôlaient, enrôlant de jeunes hommes éligibles pour grossir leurs rangs, et en janvier 1976, la KRF comptait entre 10 000 et 15 000 hommes et femmes, ce nombre comprenant des recrues civiles et des déserteurs de l'armée libanaise. Selon d'autres sources, les forces régulières du KRF comprenaient plus de 3 000 combattants en uniforme à plein temps au milieu de 1978.
Les unités de la milice du KRF opéraient principalement dans l'est de Beyrouth , le district d'Aley , le district de Matn , le Mont-Liban , les districts de Koura et de Keserwan , mais étaient également présentes au sud, dans le Jabal Amel , où leurs militants locaux – après avoir fusionné avec les musulmans chiites locaux et les milices druzes – ont joué un rôle clé dans la formation le 21 octobre 1976 de l'informelle « Armée pour la défense du Sud-Liban » ou Armée de Défense du Liban-Sud ou ADLS, soutenue par Israël, plus tard connue sous le nom d'« Armée Libanaise Libre » (ALL), le prédécesseur de l'Armée du Sud-Liban (SLA).
Après que Hawi ait été tué au combat à Tel al-Zaatar par un tireur d'élite palestinien le 13 juillet 1976, il a été remplacé par Bashir Gemayel, inspecteur principal du KRF depuis 1971 et futur chef suprême des Forces libanaises. En août de la même année, il a transféré le Conseil de guerre des Kataeb des bureaux du parti Kataeb à Achrafieh vers son nouveau quartier général situé dans un hôpital abandonné du quartier de Karantina situé à l'est du port de Beyrouth.

## Équipements
Avant la guerre, la milice Kataeb recevait initialement le soutien secret de l'armée libanaise, de l'Égypte et de la Jordanie, ainsi que de sympathisants de droite bien connectés en Espagne, en France, en Belgique, en Grande-Bretagne et en Allemagne de l'Ouest. Les armes étaient achetées sur le marché noir international ou directement auprès des pays du bloc de l'Est, à savoir la Tchécoslovaquie , la Bulgarie et la Roumanie ; à partir de janvier 1976, ils furent secrètement financés et armés par Israël, même s'ils reçurent également une certaine aide de la Syrie. L'effondrement des Forces armées libanaises (FAL) et des Forces de sécurité intérieure (FSI) en janvier 1976, couplées à l'afflux massif de l'aide militaire israélienne, ont permis à la KRF d'être rééquipée d'une variété d'armes légères et lourdes modernes saisies dans les casernes de l'armée et dans les commissariats de police des FSI ou fournies par les Israéliens. En plus de fournir une formation, des armes et des munitions, l'armée libanaise a également prêté au KRF du matériel de communication mobile sophistiqué.

## Le KRF pendant la guerre civile de 1975-1976
Au cours de la phase 1975-1976 de la guerre civile libanaise, les capacités de mobilisation et d'action de rue des forces de régulation des Kataeb ont permis aux phalangistes de devenir la force de combat principale et la plus redoutable du camp chrétien-conservateur,. À Beyrouth et ailleurs, les sections des milices des Phalanges ont été lourdement engagées dans plusieurs combats contre les milices de gauche du Mouvement national libanais (MNL) et ont subi des pertes considérables, notamment lors de la bataille des Hôtels en octobre 1975 où ils combattirent les Al-Mourabitoun et le Mouvement Correctionniste Nassérien (MCN),, et plus tard lors de « l'Offensive du Printemps » menée contre le Mont-Liban en mars 1976.
En janvier 1976, la Phalange rejoint les principaux partis chrétiens – Parti national libéral (PNL), Parti du renouveau libanais (LRP), Brigade Marada, Al-Tanzim, Ligue maronite et autres – dans une coalition lâche, le Front libanais, conçue pour agir comme contrepoids politique à l’alliance MNL à majorité musulmane. Pour faire face à l'intervention militaire syrienne de juin 1976 et mieux coordonner les opérations militaires de leurs milices respectives, les chefs de milices chrétiennes sont convenus de former le 31 août de la même année un commandement militaire conjoint (alias le « Conseil de commandement ») dont le nouveau nom collectif était les «Forces libanaises»,.

## Revirements et réorganisation 1977-1979
Dès le début, il est devenu clair que le Conseil de commandement du Front libanais était dominé par la Phalange et sa milice KRF sous la direction charismatique de Bashir Gemayel qui cherchait à unifier les différentes milices chrétiennes en utilisant les FL pour construire une nouvelle base de pouvoir pour lui-même, distincte de celle de la Phalange ou de tout autre parti de droite traditionnel. À partir de 1977, Bashir a mis en œuvre la politique controversée de « l'unification du fusil », selon laquelle ses unités du KRF ont détruit les milices plus petites qui avaient refusé d'être absorbées volontairement dans la nouvelle structure, non sans querelles et revers entre factions.
L'incapacité des Phalangistes à absorber ou à détruire la Brigade Marada du clan Frangié (qui se sont éloignés des phalangistes et se sont rapprochés de la Syrie d'Hafez el-Assad) dans les mois qui ont immédiatement suivi le Massacre d'Ehden en juin 1978 a porté un coup dur aux plans de Bashir. Non seulement les Marada (et les Frangiés) ont survécu intacts malgré la perte de leur commandant, mais ils ont également réussi à vaincre et à chasser impitoyablement le KRF hors du district de Koura au nord du Liban. À la fin de 1979, le Marada avait kidnappé ou massacré près de 100 membres du parti Kataeb et en avait forcé 25 000 autres à fuir la région ou à entrer dans la clandestinité,. Cette même année, les Phalangistes n'ont pas non plus réussi à forcer le partis politiques libano-arméniens et leurs milices respectives à rejoindre les Forces Libanaises.

### Consolidation et dissolution 1980-1981
Malgré le coup dur porté par le désastre de Koura au prestige politique et militaire des Phalangistes, leur politique d'unification s'est poursuivie sans relâche. En juillet 1980, Bashir Gemayel a procédé au démantèlement de l'infrastructure militaire des Tigres du PNL dirigés par son rival Dany Chamoun,, , le KRF détruisant l'épine dorsale de la milice nationale-libérale et incorporant le reste après de violents combats dans la région de Beyrouth-Est qui ont duré jusqu'en novembre cette année. Début novembre 1980, le processus d'intégration était terminé et les Forces de régulation des Kataeb ont cessé d'exister en tant qu'entité distincte, maintenant remplacées par les nouvelles Forces libanaises (FL) comme force chrétienne dominante.